# André Bercoff
André Bercoff (Bejrút, 1940. december 12. –) francia újságíró, író. Írói álnevei: Philippe de Commines, Philippe Mura, Catherine Médicis és Caton.

## Életpályája
Bejrútban és Lyonban bölcsészetet tanult. 1960-tól újságírással foglalkozik. 
Előbb a L'Orient-Le Jour főszerkesztője, majd a 
Jeune Afrique társfőszerkesztője, 1968 és 1974 között a L’Express riportere. Közölt a következő lapokban: Le Monde, Libération, Le Nouvel Observateur, Globe, Playboy és Lui. Ez utóbbinak 1984 és 1985 között főszerkesztője volt. Rovatvezető volt a L'Événement du jeudi és France-Soir lapoknál. A Maximal magazin szerkesztőségi tanácsadója 2001-től. A France-Soir 
szerkesztőségi vezetője 2003-2004-ben. 2004 és 2007 között a francia újságíróklub (Press club de France) elnöke.
Az 1975-ben közölt első könyve (L’Autre France) óta André Bercoff több esszét írt a jövőt előkészítő mindennapokról. Televíziós műsorokat is szerkesztett. Jobboldalinak tartott független újságíróként számos televíziós vitaműsor résztvevője.
2015-től a Valeurs actuelles jobboldali liberális-konzervatív hetilap munkatársa.

## Főbb művei
- Tout, le livre des possibilités, szerzőtársak: Nicolas Devil, Paule Salomon, 1975
- L'Autre France, Stock,1975
- La Ruée vers l'or noir, P. Belfond, 1975
- Nu, le livre des possibilités, szerzőtársak: Nicolas Devil, Paule Salomon, 1977
- Herbert Pagani, 1977
- La Guerre des autres, 1977
- Moretti carrément, Encre, Coll. Brêche, 1979
- Vivre plus, Robert Laffont, 1980
- Manuel d'instruction civique pour temps ingouvernables, 1985
- Nous, le livre des possibilités, szerzőtársak: Nicolas Devil, Paule Salomon, 1985
- Abboud, szerzőtárs: Jean-Dominique Rey, Galerie Faris, 1986
- Qui choisir : comment acheter votre président de la République sans risque, R. Laffont, collection Cogite, 1987
- Les Ennemis du système, szerzőtárs: Christophe Bourseiller, 1989
- Ruminations divines, 1990
- Le Parti d'en jouir, Les Belles lettres, coll. Iconoclastes, 1992
- Lettre ouverte à ceux qui ne sont rien et qui veulent être tout, 1992
- Nouveau catéchisme : veut-il tuer l'Église ?, M. Lafon, 1994
- La Lutte finale, M. Lafon, 1995
- Le Mystère Éléonora, szerzőtárs: Olivier Barrot, 1996
- Comment ils ont tué Tapie, Michel Lafon, 1998
- Ce foutu pays bien-aimé, 1998
- Scènes de télévision en banlieue 1950–1994, szerzőtárs: Henri Boyer et Guy Lochard, L'Harmattan, Coll. Communications Media, 1998,
- Reconstruire, disent-ils : comment sauver la droite française du naufrage annoncé, 1998
- Vivre plus, 1999
- Par ici la sortie : la fin des politiques, B. Grasset
- Mémoires de palaces : un tour du monde des hôtels mythiques, M. Lafon, 1999
- Ils font bouger la France : a nouvelle vague des entrepreneurs, enquête dirigée par André Bercoff, M. Lafon, 2000
- Raffarinades/Apprenez à parler le Jean-Pierre!, szerzőtárs: Eric Giacometti, M. Lafon, 2003
- Tapie 2, le retour, szerzőtárs: Michel Lafon, M. Lafon, 2005
- J'arrive, 2005, et On efface tout et on recommence, 2006, szerzőtárs: Corinne Lepage[5]
- Le George V : les 4 saisons du bonheur, La Martinière, szerzőtárs: Elisabeth Welter, 2007 ISBN 978-2732435336
- Retour au pays natal, Gallimard, 2007 ISBN 978-2-07-034267-9
- Précis de décomposition française, Albin Michel, 2008 ISBN 978-2226189752
- La Chasse au Sarko, Rocher, 2011 ISBN 978-2268071091
- Apéro saucisson pinard (sous-titré entretiens avec André Bercoff), éditions Xenia, 240 p., 2012. Szerzőtársak: Fabrice Robert, Pierre Cassen és Christine Tasin,
- Qui choisir : comment bien acheter votre président, éditions First, 2012
- Moi Président, éditions First, 2013
- Je suis venu te dire que je m'en vais, éditions Michalon, 2013
- Bernard Tapie, Marine Le Pen, la France et moi, éditions First, 2014
- Donald Trump : les raisons de la colère, éditions First, 2016

## Fordítás
- Ez a szócikk részben vagy egészben  az   André Bercoff című francia Wikipédia-szócikk fordításán alapul.  Az eredeti cikk szerkesztőit annak laptörténete sorolja fel. Ez a jelzés csupán a megfogalmazás eredetét és a szerzői jogokat jelzi, nem szolgál a cikkben szereplő információk forrásmegjelöléseként.